# Nati nel 1930/Novembre
| Questa pagina contiene informazioni ricavate automaticamente dalle voci biografiche con l'ausilio del template Bio e di un bot. L'aggiornamento è periodico e automatico e ricostruisce completamente la pagina. Se manca una persona in questa lista, sei pregato di non aggiungerla, ma accertati piuttosto che la sua voce biografica contenga il template Bio e che i dati anagrafici siano correttamente compilati. Se il template Bio manca, inseriscilo tu stesso o, in alternativa, metti l'avviso {{tmp\|Bio}} che ne segnala la mancanza. Se i dati riportati sono sbagliati, correggi direttamente la voce biografica; le modifiche saranno visibili in questa lista entro pochi giorni. Per chiarimenti vedi il progetto biografie. La lista contiene solo le 191 persone che sono citate nell'enciclopedia e per le quali è stato implementato correttamente il template Bio. Pagina aggiornata al 2 lug 2025. |

- 1º novembre - Don Anielak, cestista e allenatore di pallacanestro statunitense († 1995)
- 1º novembre - Edgar Basel, pugile tedesco († 1977)
- 1º novembre - Franz Josef Gottlieb, regista e sceneggiatore austriaco († 2006)
- 1º novembre - Federico Hoefer, poeta, scrittore e giornalista italiano († 2018)
- 1º novembre - Ivan Kolev, calciatore e allenatore di calcio bulgaro († 2005)
- 1º novembre - Jesús María Pérez, cestista spagnolo († 1986)
- 1º novembre - John Scott, flautista, compositore e direttore d'orchestra inglese
- 2 novembre - Edgar Falch, calciatore norvegese († 2013)
- 2 novembre - Hakob Faraǰyan, sollevatore sovietico († 1996)
- 2 novembre - James Eyre, generale inglese († 2003)
- 3 novembre - Boris Biancheri, diplomatico e scrittore italiano († 2011)
- 3 novembre - Phil Crane, politico statunitense († 2014)
- 3 novembre - Danilo Ravani, ex calciatore italiano
- 3 novembre - Brian Robinson, ciclista su strada e pistard britannico († 2022)
- 3 novembre - Tsutomu Seki, astronomo giapponese
- 3 novembre - Lois Smith, attrice statunitense
- 3 novembre - Frits Staal, indologo e filosofo olandese († 2012)
- 4 novembre - Cosimo Canelles, pittore italiano († 2007)
- 4 novembre - Ricardo Conde, nuotatore e pallanuotista spagnolo († 1994)
- 4 novembre - Vittorio Congia, attore e doppiatore italiano († 2019)
- 4 novembre - Dick Groat, giocatore di baseball e cestista statunitense († 2023)
- 4 novembre - Antonio Landolfi, politico e saggista italiano († 2011)
- 4 novembre - Roberto Pagano, clavicembalista e musicologo italiano († 2015)
- 4 novembre - François Philippe, calciatore francese († 2001)
- 4 novembre - Kate Reid, attrice canadese († 1993)
- 4 novembre - Yung Pi-hock, ex cestista taiwanese
- 5 novembre - John Frank Adams, matematico inglese († 1989)
- 5 novembre - James Guy Barrett, calciatore inglese († 2014)
- 5 novembre - Licia Bradamante, cestista italiana († 2016)
- 5 novembre - Richard Davalos, attore statunitense († 2016)
- 5 novembre - Emilio Gagliardo, matematico italiano († 2008)
- 5 novembre - Clifford Irving, scrittore statunitense († 2017)
- 5 novembre - Raphael Mechoulam, biologo e chimico israeliano († 2023)
- 5 novembre - Hans Mommsen, storico tedesco († 2015)
- 5 novembre - Vladimir Stogov, sollevatore sovietico († 2005)
- 6 novembre - Douglas Anakin, bobbista e slittinista canadese († 2020)
- 6 novembre - Giancarlo Catarsi, ex calciatore italiano
- 6 novembre - Ed Murphy, calciatore scozzese († 2005)
- 6 novembre - Federico Sanguigni, regista radiofonico e direttore del doppiaggio italiano († 2022)
- 7 novembre - Greg Bell, lunghista statunitense († 2025)
- 7 novembre - Franco Morgan, doppiatore italiano († 2010)
- 7 novembre - Barry Newman, attore statunitense († 2023)
- 7 novembre - Pietro Rossi, filosofo italiano († 2023)
- 8 novembre - Franco Bignotti, fumettista italiano († 1991)
- 8 novembre - Alberto Busignani, storico dell'arte, poeta e editore italiano († 2015)
- 8 novembre - Jesús Domingo, calciatore spagnolo († 2004)
- 8 novembre - Suat Mamat, calciatore turco († 2016)
- 8 novembre - Antonio Mercurio, antropologo, filosofo e teologo italiano († 2022)
- 8 novembre - Rino Possagno, arbitro di calcio italiano († 2016)
- 8 novembre - Alfred-Louis de Prémare, storico e orientalista francese († 2006)
- 9 novembre - José Águas, calciatore e allenatore di calcio portoghese († 2000)
- 9 novembre - Franco Centro, partigiano italiano († 1945)
- 9 novembre - Nicholas Clinch, alpinista statunitense († 2016)
- 9 novembre - Attilio Colonnello, pittore e scenografo italiano († 2021)
- 9 novembre - Ignacio Ellacuría, gesuita, filosofo e teologo spagnolo († 1989)
- 9 novembre - Paco Morán, attore spagnolo († 2012)
- 9 novembre - Ivan Moravec, pianista ceco († 2015)
- 10 novembre - Gene Conley, cestista, giocatore di baseball e allenatore di pallacanestro statunitense († 2017)
- 10 novembre - Ênio Rodrigues, calciatore brasiliano († 2001)
- 10 novembre - Sergio Graziani, attore, doppiatore e direttore del doppiaggio italiano († 2018)
- 11 novembre - Mabandla Dlamini, politico swati († 2025)
- 11 novembre - Mildred Dresselhaus, fisica statunitense († 2017)
- 11 novembre - Hugh Everett III, fisico statunitense († 1982)
- 11 novembre - Vernon Handley, direttore d'orchestra britannico († 2008)
- 11 novembre - Alevtina Kolčina, fondista sovietica († 2022)
- 11 novembre - Enzo Masci, giocatore di baseball italiano († 1995)
- 11 novembre - Ronald Austin Mulkearns, vescovo cattolico australiano († 2016)
- 11 novembre - Tadeusz Nowak, scrittore e poeta polacco († 1991)
- 11 novembre - Jorge Sánchez García, calciatore argentino († 1990)
- 12 novembre - Mico Cundari, attore e doppiatore italiano
- 12 novembre - Tonke Dragt, scrittrice e illustratrice olandese († 2024)
- 12 novembre - Norman Johnson, matematico statunitense († 2017)
- 13 novembre - René Philombe, poeta e scrittore camerunese († 2001)
- 14 novembre - John Dale Bennett, ex lunghista statunitense
- 14 novembre - Pierre Bergé, imprenditore e filantropo francese († 2017)
- 14 novembre - Shirley Crabtree, wrestler e rugbista a 15 britannico († 1997)
- 14 novembre - Elisabeth Frink, scultrice britannica († 1993)
- 14 novembre - Monique Mercure, attrice canadese († 2020)
- 14 novembre - Jānis Pujats, cardinale e arcivescovo cattolico lettone
- 14 novembre - Edward White, astronauta statunitense († 1967)
- 15 novembre - J. G. Ballard, scrittore britannico († 2009)
- 15 novembre - Aureliano Bolognesi, pugile italiano († 2018)
- 15 novembre - Robert Cohen, pugile francese († 2022)
- 15 novembre - Alberto Emiliozzi, ciclista su strada italiano († 2006)
- 15 novembre - Whitman Mayo, attore statunitense († 2001)
- 15 novembre - Piero Melograni, storico, saggista e scrittore italiano († 2012)
- 15 novembre - Margit Nünke, modella tedesca († 2015)
- 15 novembre - Udo Toniato, pittore italiano († 2011)
- 15 novembre - Olene S. Walker, politica statunitense († 2015)
- 16 novembre - Chinua Achebe, scrittore, saggista e critico letterario nigeriano († 2013)
- 16 novembre - Eros Baccalini, calciatore italiano († 2016)
- 16 novembre - Orvar Bergmark, calciatore e allenatore di calcio svedese († 2004)
- 16 novembre - Roland Bertin, attore francese († 2024)
- 16 novembre - Ignacio Calle, calciatore colombiano († 1982)
- 16 novembre - Frieda Dänzer, sciatrice alpina svizzera († 2015)
- 16 novembre - Prawitz Öberg, calciatore svedese († 1995)
- 16 novembre - Totò Riina, mafioso e terrorista italiano († 2017)
- 17 novembre - Eddie Álvarez, ex cestista portoricano
- 17 novembre - David Amram, compositore, arrangiatore e direttore d'orchestra statunitense
- 17 novembre - Francesco Crucitti, chirurgo italiano († 1998)
- 17 novembre - Fabio Fabiano, allenatore di pallacanestro italiano
- 17 novembre - Gilberto Gramellini, lottatore italiano († 2013)
- 17 novembre - Enrico Gualandi, politico italiano († 2007)
- 17 novembre - Ham Heung-chul, allenatore di calcio e calciatore sudcoreano († 2000)
- 17 novembre - Cesare Maltoni, oncologo italiano († 2001)
- 17 novembre - Bob Mathias, multiplista e politico statunitense († 2006)
- 17 novembre - Angelo Pavan, politico italiano
- 17 novembre - Giò Pomodoro, scultore, orafo e incisore italiano († 2002)
- 18 novembre - Irv Bemoras, cestista statunitense († 2007)
- 18 novembre - Sonja Edström, fondista svedese († 2020)
- 18 novembre - Franco Fayenz, critico musicale, musicologo e giornalista italiano († 2022)
- 18 novembre - Kazimierz Kord, direttore d'orchestra polacco († 2021)
- 18 novembre - Marcel Marlier, artista, illustratore e fumettista belga († 2011)
- 19 novembre - Josette Amiel, ballerina e coreografa francese
- 19 novembre - Paul de Casteljau, fisico, matematico e ingegnere francese († 2022)
- 19 novembre - Anne Heaton, ballerina britannica († 2020)
- 19 novembre - Jackie McKeever, attrice statunitense († 2007)
- 19 novembre - Kurt Nielsen, tennista danese († 2011)
- 19 novembre - Bernard Noël, poeta, scrittore e critico d'arte francese († 2021)
- 19 novembre - Christian Schwarz-Schilling, politico e diplomatico tedesco
- 20 novembre - Nello Ajello, giornalista e saggista italiano († 2013)
- 20 novembre - Christine Arnothy, scrittrice francese († 2015)
- 20 novembre - Remigio Bellini, calciatore italiano († 1985)
- 20 novembre - Choe Yong-rim, politico nordcoreano
- 20 novembre - Horst Freitag, calciatore tedesco orientale († 2019)
- 20 novembre - Bernard Horsfall, attore britannico († 2013)
- 21 novembre - Arthur Bialas, calciatore tedesco orientale († 2012)
- 21 novembre - Lewis Binford, archeologo statunitense († 2011)
- 21 novembre - Anthony Downs, politologo statunitense († 2021)
- 21 novembre - Saulo Haarla, attore finlandese († 1971)
- 21 novembre - Bryn Meredith, ex rugbista a 15 gallese
- 21 novembre - Milan Ribar, allenatore di calcio e calciatore jugoslavo († 1996)
- 21 novembre - Bepi Romagnoni, pittore italiano († 1964)
- 22 novembre - Vince Conti, attore statunitense († 2018)
- 22 novembre - Owen Garriott, astronauta e ingegnere statunitense († 2019)
- 22 novembre - Peter Hall, attore e regista inglese († 2017)
- 22 novembre - Vic Nurenberg, allenatore di calcio e calciatore lussemburghese († 2010)
- 23 novembre - Bill Brock, politico statunitense († 2021)
- 23 novembre - Gian Paolo Cresci, giornalista italiano († 1999)
- 23 novembre - Christa Deeleman-Reinhold, aracnologa olandese († 2025)
- 23 novembre - Robert Easton, attore statunitense († 2011)
- 23 novembre - Herberto Hélder, poeta portoghese († 2015)
- 23 novembre - Dick Kazmaier, giocatore di football americano statunitense († 2013)
- 23 novembre - Zdzisław Skrzeczkowski, cestista polacco († 2024)
- 24 novembre - Florentino Bautista, cestista filippino († 2014)
- 24 novembre - Umberto Branzoni, arbitro di calcio italiano († 1981)
- 24 novembre - Inge Feltrinelli, editrice, fotografa e giornalista tedesca († 2018)
- 24 novembre - Carmen Hernández, missionaria spagnola († 2016)
- 24 novembre - Yale Lary, giocatore di football americano statunitense († 2017)
- 24 novembre - Elisa Penna, giornalista e fumettista italiana († 2009)
- 24 novembre - Sándor Rozsnyói, siepista e insegnante ungherese († 2014)
- 24 novembre - Jaroslav Šíp, cestista e allenatore di pallacanestro cecoslovacco († 2014)
- 24 novembre - Albert Wolsky, costumista statunitense
- 25 novembre - Antonio Chionna, carabiniere italiano († 1980)
- 25 novembre - Corrado Mangione, logico, storico della filosofia e curatore editoriale italiano († 2009)
- 25 novembre - Johnny Sax, sassofonista e compositore italiano († 2005)
- 25 novembre - Clarke Scholes, nuotatore statunitense († 2010)
- 25 novembre - Jan P. Syse, politico e avvocato norvegese († 1997)
- 25 novembre - Luigi Vannucchi, attore italiano († 1978)
- 26 novembre - Aldo Biscardi, giornalista, autore televisivo e conduttore televisivo italiano († 2017)
- 26 novembre - Viola Burnham, politica e first lady guyanese († 2003)
- 26 novembre - Jacques Foix, calciatore francese († 2017)
- 26 novembre - Uladzimir Karatkevič, scrittore, drammaturgo e poeta sovietico († 1984)
- 26 novembre - Les Richter, giocatore di football americano statunitense († 2010)
- 26 novembre - Bernard Pierre Wolff, fotografo francese († 1985)
- 27 novembre - John Alcott, direttore della fotografia britannico († 1986)
- 27 novembre - Oswald Ducrot, linguista francese († 2024)
- 27 novembre - Reinhard Glemnitz, attore e doppiatore tedesco
- 27 novembre - Ingemar Gustavsson, sollevatore svedese
- 27 novembre - Jean Philippe, cantante francese († 2022)
- 28 novembre - Mikuláš Athanasov, lottatore cecoslovacco († 2005)
- 28 novembre - Mieczysław Fęglerski, cestista polacco († 2011)
- 28 novembre - Carlos Figueroa Serrano, politico e avvocato cileno
- 28 novembre - Carlos Ibáñez, calciatore cileno († 2015)
- 28 novembre - Vera Pescarolo, attrice, sceneggiatrice e produttrice cinematografica italiana († 2024)
- 29 novembre - Serafín Areta, calciatore spagnolo († 1997)
- 29 novembre - Candido Cannavò, giornalista e mezzofondista italiano († 2009)
- 29 novembre - Gerardo D'Ambrosio, magistrato e politico italiano († 2014)
- 29 novembre - Nina Grebeškova, attrice sovietica († 2025)
- 29 novembre - Franco Mercuri, sceneggiatore italiano († 1985)
- 29 novembre - Gaspare Saladino, politico italiano
- 29 novembre - Vladimir Schönauer, calciatore jugoslavo († 2013)
- 29 novembre - Jean Vincent, allenatore di calcio e calciatore francese († 2013)
- 30 novembre - Mario Andrea Bartolini, politico e sindacalista italiano († 2019)
- 30 novembre - James Boyd, pugile statunitense († 1997)
- 30 novembre - Kenneth Frampton, storico dell'architettura e teorico dell'architettura britannico
- 30 novembre - Wayne Frye, canottiere statunitense († 2014)
- 30 novembre - Hope Holiday, attrice, cantante e produttrice cinematografica statunitense
- 30 novembre - Gordon Liddy, avvocato statunitense († 2021)
- 30 novembre - Mario Perosino, pittore italiano († 2008)
- 30 novembre - Richie Regan, cestista e allenatore di pallacanestro statunitense († 2002)